# 郭来喜
郭来喜（1934年7月29日—2021年8月23日），河南上蔡人，中华人民共和国地理学家，中国科学院地理科学与资源研究所研究员。

## 生平
1956年，郭来喜自南京大学地理系毕业。1959年至1960年，在苏联莫斯科大学进修。1990年代，正在担任中国科学院国家计委地理研究所研究员、博士生导师，中国地理学会人文地理专业委员会主任，云南地理研究所所长。曾获云南省劳动模范，全国先进生产者。后来，郭来喜担任中国科学院地理研究所学术委员会副主任、旅游规划研究中心主任，兼中国区域科学协会副会长暨可持续发展专业委员会主任、中国地理学会人文地理专业委员会主任等职务。曾获得国家发明奖，国家科技进步二等奖，中国科学院重大成果奖，联合国模范社区奖。
1980年代，郭来喜参加三峡工程专题论证，任综合经济评价组专家。郭来喜指出，“动态移民113万多人，我认为涉及的不仅仅是113万人，因为这是个双向问题，还涉及到移入地区人民的承受问题。”郭来喜是拒绝在三峡工程最后的论证结论上签字的人之一。未在最后论证结论上签字者有：
- 防洪论证组顾问：陆钦侃（水利电力部水利部规划局副总工程师）
- 防洪论证组专家：方宗岱（中国水利水电科学研究院咨询）
- 综合经济评价组专家：郭来喜（中国科学院国家计委地理研究所研究员）
- 综合经济评价组专家：黄元镇（中国水利水电建设工程咨询公司副董事长）
- 综合规划与水位组专家、综合经济评价组专家：何格高（国家计委中咨公司）
- 移民组专家：李玉光（国家土地管理局建设用地司总工程师）
- 移民组地方官员代表：廖文权（四川开县移民办公室主任）
- 生态与环境论证组顾问：侯学煜（中国科学院植物研究所研究员、全国人大常委会委员）
- 生态与环境论证组专家：陈昌笃（北京大学教授）
- 电力组专家、综合规划与水位组顾问：覃修典（中国水利水电科学研究院咨询）
- 电力组专家：伍宏中（中国水利水电规划设计院主任工程师）
- 电力组专家：程学敏（水利电力部外事司咨询）

后来，在接受戴晴采访时，郭来喜透露，“在某种意义上讲，我个人感觉，三峡是个政治工程而不是经济工程，所以有些话就不大好说。”1990年7月，国务院在中南海召开三峡论证会，在会下，有几人来做郭来喜的工作，希望郭来喜在三峡工程论证结论上签字赞成。1990年7月6日郭来喜报名参会，发言稿早就上交，但被安排迟至7月11日发言，有关部门在其间组织了三位专家，于7月11日对反对三峡工程立即上马的郭来喜进行围攻。7月11日当天，专家发言结束后，李伯宁讲话，首先大力表扬赞成三峡工程上马的人士，认为“凡赞成三峡就是爱国”，接着批驳了郭来喜等持不同意见的专家学者等人士。1992年3月25日，郭来喜从广播中得知邹家华副总理代表国务院作了关于三峡工程的报告，便连夜赶写了一封信《关于三峡工程建设的十个问题》，先传真给全国人大常委会委员长万里并请其转给代表们，后来又复印若干份以特快专递分送到数十个代表团，但实际看到该信的人大代表只有几个人，其余代表均未能看到。郭来喜在接受戴晴采访时表示：
三峡工程的巨大效益谁也不否认，问题是利在明处，弊在暗处，现在只讲利不论弊，难倒是唯物的吗？澳星升空失败应从中引出教训来。我们不要经济一好转，头脑就发热。只有实事求是，才能立于不败。也只有实事求是，才成其为科学家。
郭来喜1979年创建了中国第一个旅游地理研究组，是中国旅游地理学研究和旅游规划的主要开拓者，曾主持国家自然科学基金在旅游领域的首个重点基金项目《中国旅游业可持续发展理论基础与宏观配置体系研究（1997－1999年）》，也曾担任《中国人文地理丛书》主编，2019年11月与徐冠华、石玉林、李文华、景贵和获得中国地理学会科学技术奖（终身成就奖）。2021年8月23日6时25分，郭来喜因病在北京逝世，享年87岁。

## 著作
郭来喜发表论文超过二百篇，发表论著12本，主要著作有：
- 郭来喜，贫困，人类面临的问题，中国科学技术出版社，1992年
- 郭来喜，中国黄金海岸开发研究，科学出版社，1994年